# Liste des épisodes de Sket Dance
Cet article présente la liste des épisodes de la série télévisée d’animation japonaise Sket Dance issue du manga du même nom de Kenta Shinohara.

## Généralités
Au Japon, la série a été diffusée entre le 7 avril 2011 et le 27 septembre 2012 sur TV Tokyo. Elle est composée de deux saisons.
En France, l'animé n'a pas encore été licencié.

## Génériques
| Génériques | Épisodes | Début                   | Début          | Fin                          | Fin            |
| Génériques | Épisodes | Titre                   | Artiste        | Titre                        | Artiste        |
| ---------- | -------- | ----------------------- | -------------- | ---------------------------- | -------------- |
| 1          | 1 – 17   | Kakkowarui I Love You ! | French Kiss    | Comic Sonic                  | The Pillows    |
| 2          | 18 – 26  | Michi                   | The Sketchbook | Clover                       | The Sketchbook |
| 3          | 27 – 39  | Graffiti                | Gackt          | Milk and Chocolate           | ChocoLe        |
| 4          | 40 – 51  | Message                 | The Sketchbook | Parley ! Hallelujah !        | SKET ROCK      |
| 5          | 52 – 64  | Reboot                  | Everset        | Colors                       | The Sketchbook |
| 6          | 65 – 77  | Clear                   | The Sketchbook | Sekai wa Okujo de Miwataseta | SKETxSketch    |

## Liste des épisodes

### Saison 1
| No | Titre français                                                                       | Titre japonais                                          | Titre japonais                                                              | Date de 1re diffusion |
| No | Titre français                                                                       | Kanji                                                   | Rōmaji                                                                      | Date de 1re diffusion |
| -- | ------------------------------------------------------------------------------------ | ------------------------------------------------------- | --------------------------------------------------------------------------- | --------------------- |
| 1  | Le SKET du lycée                                                                     | 学園のSKET達                                            | Gakuen no Sketo-tachi                                                       | 7 avril 2011          |
| 2  | Samouraï Pastille                                                                    | ペパーミント侍                                          | Pepāminto Samurai                                                           | 14 avril 2011         |
| 3  | Onihime, la légendaire princesse démon                                               | 伝説の鬼姫                                              | Densetsu no Onihime                                                         | 21 avril 2011         |
| 4  | Retrouvez Pelolin au sommet de la romantique colline !                               | ロマンティック坂の上のファインディングペロリン          | Romantikku Zaka no Ue no Faindingu Perorin                                  | 28 avril 2011         |
| 5  | Le fantôme de l'incinérateur                                                         | 焼却炉の幽霊                                            | Shōkyaku-ro no Yūrei                                                        | 4 mai 2011            |
| 6  | Les larmes de la princesse démon                                                     | 鬼姫の目にも涙                                          | Onihime no me ni mo Namida                                                  | 11 mai 2011           |
| 7  | Fleurs de cerisier en été                                                            | 夏の桜                                                  | Natsu no Sakura                                                             | 18 mai 2011           |
| 8  | Nervous & Genesis                                                                    | ナーバス&ジェネシス                                     | Nābasu & Jeneshisu                                                          | 25 mai 2011           |
| 9  | Enta va le faire !                                                                   | 円太やります!                                           | Enta Yarimasu!                                                              | 2 juin 2011           |
| 10 | Interdit de regarder...                                                              | 見てはいけない                                          | Mite wa Ikenai                                                              | 9 juin 2011           |
| 11 | Gachinko Viva Game Battle                                                            | ガチンコ・ビバゲー・バトル                              | Gachinko Bibagē Batoru                                                      | 16 juin 2011          |
| 12 | Shooting Gangstar                                                                    | シューティングギャングスター他                          | Shūtingu Gyangusutā Hoka                                                    | 23 juin 2011          |
| 13 | Pixie Garden                                                                         | ピクシーガーデン                                        | Pikushī Gāden                                                               | 30 juin 2011          |
| 14 | Promouvoir Uchida                                                                    | 内田をプロデュース                                      | Uchida o Purodūsu                                                           | 7 juillet 2011        |
| 15 | Le 13e ange du malentendu                                                            | 13日の過ちのエンジェル                                  | 13-Nichi no Ayamachi no Enjeru                                              | 14 juillet 2011       |
| 16 | Kaimei Rock Festival                                                                 | カイメイ・ロック・フェスティバル                        | Kaimei Rokku Fesutibaru                                                     | 21 juillet 2011       |
| 17 | Sketch Book                                                                          | スケッチブック                                          | Suketchi Bukku                                                              | 28 juillet 2011       |
| 18 | Hypérion des hommes                                                                  | それが男のヒュペリオン                                  | Sore ga Otoko no Hyuperion                                                  | 4 août 2011           |
| 19 | Panique chez le proviseur et 100 façons de couper les cheveux dans une salle de club | クラブルームと校長室でパニック・イン・髪を切る100の方法 | Kuraburūmu to Kōchō-shitsu de Panikku in Kami o Kiru 100 no Hōhō            | 11 août 2011          |
| 20 | Rencard critique                                                                     | 合コンでツッコんで                                      | Gōkon de Tsukkon de                                                         | 18 août 2011          |
| 21 | L'otaku et l'occulte                                                                 | オタクトオカルト                                        | Otaku to Okaruto                                                            | 25 août 2011          |
| 22 | Home Run                                                                             | ランニングホームラン(改)                                | Ran'ningu Hōmu Ran (Aratame)                                                | 1er septembre 2011    |
| 23 | Les petites princesses se sont levées du bon pied                                    | リトルプリンセスは気分上々々                            | Ritoru Purinsesu wa Kibun-jō-jō-jō                                          | 8 septembre 2011      |
| 24 | Frères                                                                               | 兄・弟                                                  | Ani Otōto                                                                   | 15 septembre 2011     |
| 25 | Switch Off                                                                           | スイッチ・オフ                                          | Suicchi Ofu                                                                 | 22 septembre 2011     |
| 26 | Spirit Dance                                                                         | SPIRIT DANCE                                            | Supirito Dansu                                                              | 29 septembre 2011     |
| 27 | Mlle Professeur et le "Bad Scientist"                                                | おねえさんとバッド・サイエンティストといっしょ          | Onē-san to Baddo Saientisuto to Issho                                       | 6 octobre 2011        |
| 28 | L'élégante cuisine de Shinba Michiru                                                 | 榛葉道流のエレガントクッキング                          | Shinba Michiru no EREGANTO KUKKINGU                                         | 13 octobre 2011       |
| 29 | Les anges du malentendu, la rechute                                                  | 過ちのエンジェル再臨                                    | Ayamachi no ENJERU Sairin                                                   | 20 octobre 2011       |
| 30 | Gatcha Gatcha Shita Nyora ☆                                                          | ガチャガチャしたにょら☆                                 | GACHA GACHA Shita Nyora☆                                                    | 27 octobre 2011       |
| 31 | Samouraï et vêtements                                                                | 武士と服装                                              | Bushi to Fukusou                                                            | 3 novembre 2011       |
| 32 | Nusutto Dance                                                                        | ヌスット・ダンス他                                      | NUSUTTO DANSU Hoka                                                          | 10 novembre 2011      |
| 33 | L'homme de verre                                                                     | ガラス男                                                | GARASU Otoko                                                                | 17 novembre 2011      |
| 34 | Mlle Professeur et l'apprentie mangaka R (Romantique) : faites de votre mieux !      | おねえさん研究所Rがんばる！                             | Onē-san Kenkyūsho R Ganbaru!                                                | 24 novembre 2011      |
| 35 | Enigman, l'homme-devinettes !                                                        | クイズ戦士エニグマン                                    | Kuizu Senshi Eniguman                                                       | 1er décembre 2011     |
| 36 | Démon                                                                                | OGRESS                                                  | Oguresu                                                                     | 8 décembre 2011       |
| 37 | Brise d'été                                                                          | 薫風                                                    | Kunpū                                                                       | 15 décembre 2011      |
| 38 | Kigurumi Break                                                                       | きぐるみぶれいく                                        | Kigurumi Bureiku                                                            | 22 décembre 2011      |
| 39 | Spécial nouvel an... brisé                                                           | 壊れてしまった特別な…正月                               | Kowaretesimatta Tokubatsu na... Shōgatsu                                    | 5 janvier 2012        |
| 40 | Blues de surveillance                                                                | ステイクアウト・ブルース                                | Harikomi · burūsu                                                           | 12 janvier 2012       |
| 41 | Contre le conseil des étudiants ! Un drôle de type inquiet pour la bataille Q !      | VS生徒会！ バトルQを杞憂(きゆう)する稀有(けう)な男      | Bui Esu seitokai ! Dare rea otoko ha fuhitsuyō ni batoru Q wo osore teiru ! | 19 janvier 2012       |
| 42 | La soudaine envie de Momoka pour devenir doubleuse                                   | やにわにモモカ舞台女優への道                            | Yaniwani Momoka butai joyū heno michi                                       | 26 janvier 2012       |
| 43 | La timide                                                                            | ハズカシガール                                          | Hazukashi Gāru                                                              | 2 février 2012        |
| 44 | Drop                                                                                 | ドロップ                                                | Doroppu                                                                     | 9 février 2012        |
| 45 | Mlle Professeur instruit en chuchotant                                               | ひそひそおねえさんインストラクソン                      | Hisohiso onē-san insutorakuson                                              | 16 février 2012       |
| 46 | Happy Birthday - 1                                                                   | Happy Birthday 前編                                     | Hapī Bāsudei zenpen                                                         | 23 février 2012       |
| 47 | Happy Birthday - 2                                                                   | Happy Birthday 後編                                     | Hapī Bāsudei kōhen                                                          | 1er mars 2012         |
| 48 | Happy Rebirthday                                                                     | Happy Rebirthday                                        | Hapī Ribāsudei                                                              | 8 mars 2012           |
| 49 | Genesis World Grand Prix                                                             | ジェネシス・ワールド・グランプリ                        | Jenesisu Wārudo Guranpuri                                                   | 15 mars 2012          |
| 50 | Tout ce que vous voudrez, maître                                                     | なんでもやりまっせご主人様                              | Nandemo yarimasse goshujin-sama                                             | 22 mars 2012          |
| 51 | Enchanté                                                                             | 会えて嬉しい                                            | Aete ureshii                                                                | 29 mars 2012          |

### Saison 2
| No | Titre français                                                                   | Titre japonais                                               | Titre japonais                                                                  | Date de 1re diffusion |
| No | Titre français                                                                   | Kanji                                                        | Rōmaji                                                                          | Date de 1re diffusion |
| -- | -------------------------------------------------------------------------------- | ------------------------------------------------------------ | ------------------------------------------------------------------------------- | --------------------- |
| 52 | La fille aux deux couettes                                                       | ツインテールツンデレガール                                   | Tsuin teiru Tsundere gāru                                                       | 5 avril 2012          |
| 53 | Une chanson douce pour Koma                                                      | コマちゃんに贈る淑やかな曲                                   | Koma-chan ni okuru shitoyaka no kyoku                                           | 12 avril 2012         |
| 54 | Battre la diseuse de bonne aventure                                              | 占い師をやっつけろ                                           | Uranaishi o yattsukero                                                          | 19 avril 2012         |
| 55 | Dieu appela l'homme qui riait au visage à l'arrêt cardiaque                      | 顔で笑って心でおり神と呼ばれた男                             | Kao de waratte kokoro de ori-shin to yoba reta otoko                            | 26 avril 2012         |
| 56 | Attention, allez-vous au vestiaire ?                                             | 楽屋に行っていいかい？                                       | Gakuya ni itte ī kai?                                                           | 3 mai 2012            |
| 57 | You Got Mail !                                                                   | ユーガッタメール！                                           | Yū gatta mēru !                                                                 | 10 mai 2012           |
| 58 | Stop ! L'homme invisible                                                         | ストップ！透明人                                             | Sutoppu! Tōmei ningen-kun                                                       | 17 mai 2012           |
| 59 | Tsubaki et Hinagiku                                                              | 椿と雛菊                                                     | Tsubaki to Hinagiku                                                             | 24 mai 2012           |
| 60 | En avant ! Étudions tous ensemble pour renforcer notre capacité de concentration | 進め！集中力を高め、みんなで協力し合うペロキャンガール勉強会 | Susume ! Shūchūryoku wo takame, minna de kyōryoku shiau perokyangāru benkyō-kai | 31 mai 2012           |
| 61 | Le club shojô tient une réunion au terrain vague                                 | 漫画乙女は荒野を目指して会議する。                           | Manga otome wa kōya wo mezashite kaigi suru.                                    | 7 juin 2012           |
| 62 | Skip !                                                                           | スキップ！                                                   | Sukippu!                                                                        | 14 juin 2012          |
| 63 | School Trip Rhapsody - 1                                                         | 修学旅行狂詩曲 前編                                          | Sukūru torippu rapusodeī Zenpen                                                 | 21 juin 2012          |
| 64 | School Trip Rhapsody - 2                                                         | 修学旅行狂詩曲 後編                                          | Sukūru torippu rapusodeī Kōhen                                                  | 28 juin 2012          |
| 65 | Le gars est intéressé par le petit frère de son amie                             | 妹の気になるアイツが気になる兄                               | Imōto no kininaruaitsu ga ki ni naru ani                                        | 5 juillet 2012        |
| 66 | Saguriau Tsukkomi                                                                | La motivation de Tsukkomi                                    | Saguriau Tsukkomi                                                               | 12 juillet 2012       |
| 67 | La signification profonde du s-shirt de Tsubaki                                  | 椿ダサＴオクガフカイ                                         | Tsubaki dasa T okugafukai                                                       | 19 juillet 2012       |
| 68 | Operation Love Potion                                                            | オペレーション・ラブポーション                               | Operēshon Rabu Pōshon                                                           | 26 juillet 2012       |
| 69 | Le caca est dans le ciel, donc le Conseil des étudiants vient                    | ウンは天にあるので、来たれ生徒会                             | Un wa ten ni aru no de, kitare seitokai                                         | 2 août 2012           |
| 70 | The Last Day of President                                                        | The last day of president                                    | Za Rasuto Dei obu Purejidento                                                   | 9 août 2012           |
| 71 | Les aspirations du génial homme-caca                                             | 天才ウンコマン慕情                                           | Tensai unkoman bojō                                                             | 16 août 2012          |
| 72 | À la poursuite de Kagerô !                                                       | 影狼を追え！                                                 | Kagerō o oe!                                                                    | 23 août 2012          |
| 73 | Le temps où je venais jeter un coup d’œil                                        | 覗き・・・しりそめし頃に・・・                               | Nozoki... shirisomeshi toki ni...                                               | 30 août 2012          |
| 74 | La visite du combattant culinaire                                                | フードファイターお宅訪問                                     | Fūdofaitā otaku hōmon                                                           | 6 septembre 2012      |
| 75 | Solitude                                                                         | SOLITUDE                                                     | Sorichūdo                                                                       | 13 septembre 2012     |
| 76 | Se rendre dans la meilleure école !                                              | より良い学園作りの為に！！                                   | Yoriyoi gakuen-tsukuri no tame ni! !                                            | 20 septembre 2012     |
| 77 | Le campus SKET, et ensuite...                                                    | 学園のＳＫＥＴ達（その後）                                   | Gakuen no Suketto-tachi (sonogo)                                                | 27 septembre 2012     |